# Seleção Uzbeque de Voleibol Masculino Sub-19
A Seleção Uzbeque de Voleibol Masculino Sub-19, também conhecida como Uzbequistão Sub-19, é a seleção uzbeque de voleibol formada por jogadores com idade inferior a 19 anos. A equipe é mantida pela Federação Uzbeque de Voleibol (UVF) e encontra-se na 58ª posição do ranking mundial da FIVB segundo dados de 4 de setembro de 2024.

## Resultados

### Jogos Olímpicos da Juventude
A Seleção Uzbeque Sub-19 nunca participou dos Jogos Olímpicos da Juventude.

### Campeonato Mundial
| Campeonato Mundial Sub-19 | Campeonato Mundial Sub-19 | Campeonato Mundial Sub-19 |
| Ano                       | Sede                      | Classificação             |
| ------------------------- | ------------------------- | ------------------------- |
| 2025                      | Tasquente                 | 14º                       |

### Campeonato Asiático Sub-18
| Campeonato Asiático Sub-18 | Campeonato Asiático Sub-18 | Campeonato Asiático Sub-18 |
| Ano                        | Sede                       | Classificação              |
| -------------------------- | -------------------------- | -------------------------- |
| 2018                       | Tabriz                     | Desistiu                   |